# Уваровское сельское поселение (Тверская область)
Уваровское се́льское поселе́ние — упразднённое с 28 марта 2013 муниципальное образование Торопецкого района Тверской области.
Уваровское сельское поселение было образовано в соответствии с законом Тверской области от 28 февраля 2005 г. № 50-ЗО. Включило в себя территорию Уваровского сельского округа.
Административный центр — деревня Уварово.
Законом Тверской области от 28 марта 2013 г. Плоскошское, Волокское и Уваровское сельские поселения были преобразованы путём объединения, не влекущего изменения границ иных муниципальных образований, и создано вновь образованное муниципальное образование Плоскошское сельское поселение Торопецкого района Тверской области. Административный центр поселения — посёлок Плоскошь.

## Географические данные
- Нахождение: северо-западная часть Торопецкого района, было самым западным поселением Тверской области.

Главная река — Кунья.

## Экономика
Основное хозяйство: СПК «Кунья».

## Население
Население по переписи 2010 года — 171 человек, на 01.01.2012 — 166 человек.

## Населенные пункты
На территории поселения находились следующие населённые пункты::
| №  | Тип нп | Название    | Население (2002 год) |
| -- | ------ | ----------- | -------------------- |
| 1  | дер.   | Уварово     | 134                  |
| 2  | дер.   | Галибицы    | 64                   |
| 3  | дер.   | Зумен       | 4                    |
| 4  | дер.   | Ивановское  | 2                    |
| 5  | дер.   | Княжево     | 32                   |
| 6  | дер.   | Краснодубье | 101                  |
| 7  | дер.   | Матюшино    | 0                    |
| 8  | дер.   | Меньшово    | 8                    |
| 9  | дер.   | Мшичино     | 0                    |
| 10 | дер.   | Попляхны    | 0                    |
| 11 | дер.   | Паршино     | 13                   |
| 12 | дер.   | Сосонье     | 18                   |

### Бывшие населенные пункты
В 1998 году исключены из учётных данных деревни Стешино, Усвятово и Федотково.

Ранее исчезли деревни: Артюшино, Воронцово, Гаврилково, Еросово, Зехны, Лубяница, Подъелино, Пригоры, Пустыньки, Ромашевка, Ситково, Чимаево и другие.